# Ádám Lang
Ádám Lang (Veszprém, 17 januari 1993) is een Hongaars voetballer die doorgaans speelt als centrale verdediger. In januari 2025 verruilde hij Omonia Nicosia voor Debrecen. Lang maakte in 2014 zijn debuut in het Hongaars voetbalelftal.

## Clubcarrière
Lang speelde vanaf 2004 in de jeugdopleiding van Veszprém. Voor die club maakte de verdediger later ook zijn professionele debuut, toen op 6 november 2010 in eigen huis met 1–3 verloren werd van Bajai. Lang mocht in de basis starten en hij speelde het gehele duel mee. Later dat seizoen tekende Lang voor zijn eerste treffer als professioneel voetballer. Op 30 april 2011 werd met 1–2 gewonnen op bezoek bij de beloften van Videoton. Veszprém kwam in de eerste helft op achterstand, maar net voor rust zette Lang zijn naam achter de gelijkmaker.
In 2012 verkaste de centrumverdediger naar Győri ETO. In zijn eerste seizoen won hij de Hongaarse titel met zijn nieuwe club. Na drie seizoenen liet Lang Győr ook achter zich. In de zomer van 2015 werd hij namelijk aangetrokken door Videoton, waar hij zijn handtekening zette onder een verbintenis voor drie seizoenen. Na een seizoen verkaste de Hongaar naar Dijon, waar hij zijn handtekening zette onder een verbintenis voor de duur van drie seizoenen. In zijn eerste seizoen kwam hij tot negentien optredens, maar het jaar erop waren dat er maar drie in de eerste seizoenshelft.
Hierop werd Lang in de winterstop voor een halfjaar verhuurd aan AS Nancy. In de zomer van 2018 mocht de Hongaar transfervrij vertrekken bij Dijon, waarop hij verkaste naar CFR Cluj, waar hij voor twee seizoenen tekende. Een jaar later nam Omonia Nicosia de verdediger over. Bij Debrecen keerde Lang in januari 2025 terug in Hongarije.

## Clubstatistieken
| Seizoen | Club           | Competitie           | Competitie | Competitie | Beker | Beker | Internationaal | Internationaal | Totaal | Totaal |
| Seizoen | Club           | Competitie           | Wed.       | Dlp.       | Wed.  | Dlp.  | Wed.           | Dlp.           | Wed.   | Dlp.   |
| ------- | -------------- | -------------------- | ---------- | ---------- | ----- | ----- | -------------- | -------------- | ------ | ------ |
| 2010/11 | Veszprém       | Nemzeti Bajnokság II | 17         | 1          | 0     | 0     | —              | —              | 17     | 1      |
| 2011/12 | Veszprém       | Nemzeti Bajnokság II | 25         | 2          | 1     | 0     | —              | —              | 26     | 2      |
| 2012/13 | Győri ETO      | Nemzeti Bajnokság    | 4          | 0          | 7     | 0     | —              | —              | 11     | 0      |
| 2013/14 | Győri ETO      | Nemzeti Bajnokság    | 24         | 1          | 5     | 0     | 0              | 0              | 29     | 1      |
| 2014/15 | Győri ETO      | Nemzeti Bajnokság    | 28         | 0          | 3     | 0     | 1              | 0              | 32     | 0      |
| 2015/16 | Videoton       | Nemzeti Bajnokság    | 16         | 0          | 3     | 0     | 4              | 0              | 23     | 0      |
| 2016/17 | Videoton       | Nemzeti Bajnokság    | 7          | 2          | 0     | 0     | 5              | 0              | 12     | 2      |
| 2016/17 | Dijon          | Ligue 1              | 19         | 0          | 1     | 0     | —              | —              | 20     | 0      |
| 2017/18 | Dijon          | Ligue 1              | 3          | 0          | 1     | 0     | —              | —              | 4      | 0      |
| 2017/18 | → AS Nancy     | Ligue 2              | 14         | 0          | 0     | 0     | —              | —              | 14     | 0      |
| 2018/19 | CFR Cluj       | Liga 1               | 18         | 0          | 5     | 0     | 1              | 0              | 24     | 0      |
| 2019/20 | Omonia Nicosia | A Divizion           | 22         | 0          | 3     | 0     | —              | —              | 25     | 0      |
| 2020/21 | Omonia Nicosia | A Divizion           | 25         | 0          | 2     | 0     | 11             | 0              | 38     | 0      |
| 2021/22 | Omonia Nicosia | A Divizion           | 20         | 2          | 7     | 1     | 12             | 0              | 39     | 3      |
| 2022/23 | Omonia Nicosia | A Divizion           | 29         | 1          | 2     | 0     | 5              | 0              | 36     | 1      |
| 2023/24 | Omonia Nicosia | A Divizion           | 15         | 0          | 2     | 0     | 4              | 1              | 21     | 1      |
| 2024/25 | Omonia Nicosia | A Divizion           | 4          | 1          | 0     | 0     | 3              | 0              | 7      | 1      |
| 2024/25 | Debrecen       | Nemzeti Bajnokság    | 0          | 0          | 0     | 0     | —              | —              | 0      | 0      |
| Totaal  | Totaal         | Totaal               | 291        | 10         | 42    | 1     | 46             | 1              | 379    | 12     |

Bijgewerkt op 17 januari 2025.

## Interlandcarrière
Lang maakte zijn debuut in het Hongaars voetbalelftal op 22 mei 2014, toen met 2–2 gelijkgespeeld werd tegen Denemarken. Balázs Dzsudzsák en Roland Varga scoorden voor Hongarije en namens de Denen kwamen de namen van Christian Eriksen en Lasse Schöne op het scorebord. Lang mocht van bondscoach Attila Pintér in de basis beginnen en hij speelde negentig minuten mee. De andere debutanten dit duel waren Péter Gulácsi (Red Bull Salzburg), Mihály Korhut (MTK Boedapest) en Varga en Zsolt Kalmár (beiden eveneens Győri ETO).
Met Hongarije nam Lang in juni 2016 deel aan het Europees kampioenschap voetbal 2016. Hongarije werd in de achtste finale uitgeschakeld door België (0–4), nadat het in de groepsfase als winnaar boven IJsland en Portugal was geëindigd. Lang kwam op het EK in alle vier wedstrijden in actie. Tegen zowel Oostenrijk, IJsland, Portugal als België liet bondscoach Bernd Storck hem negentig minuten spelen. Zijn toenmalige teamgenoot Roland Juhász (eveneens Hongarije) deed ook mee aan het EK. Zijn eerste interlanddoelpunt viel op 13 november 2016, toen in een kwalificatiewedstrijd voor het WK 2018 met 4–0 gewonnen werd van Andorra. Na een doelpunt van Zoltán Gera verdubbelde Lang twee minuten voor rust de voorsprong. Door treffers van Ádám Gyurcsó en Ádám Szalai werd de einduitslag behaald.
In juni 2021 werd Lang door bondscoach Marco Rossi opgenomen in de Hongaarse selectie voor het uitgestelde EK 2020. Op het toernooi werd Hongarije uitgeschakeld in de groepsfase na een nederlaag tegen Portugal (0–3) en gelijke spelen tegen Frankrijk (1–1) en Duitsland (2–2). Lang kwam niet in actie. Zijn toenmalige teamgenoten Tomáš Hubočan en Michal Ďuriš (beiden Slowakije) waren ook actief op het EK.
Lang werd in mei 2024 door Rossi opgenomen in de selectie van Hongarije voor het EK 2024 in Duitsland. Hongarije werd in de groepsfase uitgeschakeld na nederlagen tegen Zwitserland (1–3) en Duitsland (2–0) en een overwinning op Schotland (0–1). Lang kwam op het EK in één duel in actie.
| Interlands van Ádám Lang voor Hongarije | Interlands van Ádám Lang voor Hongarije | Interlands van Ádám Lang voor Hongarije | Interlands van Ádám Lang voor Hongarije | Interlands van Ádám Lang voor Hongarije | Interlands van Ádám Lang voor Hongarije | Interlands van Ádám Lang voor Hongarije |
| №                                       | Datum                                   | Wedstrijd                               | Uitslag                                 | Competitie                              | Goals                                   |                                         |
| Als speler bij Győri ETO                | Als speler bij Győri ETO                | Als speler bij Győri ETO                | Als speler bij Győri ETO                | Als speler bij Győri ETO                | Als speler bij Győri ETO                | Als speler bij Győri ETO                |
| --------------------------------------- | --------------------------------------- | --------------------------------------- | --------------------------------------- | --------------------------------------- | --------------------------------------- | --------------------------------------- |
| 1                                       | 22 mei 2014                             | Hongarije – Denemarken                  | 2 – 2                                   | Vriendschappelijk                       |                                         |                                         |
| 2                                       | 4 juni 2014                             | Hongarije – Albanië                     | 1 – 0                                   | Vriendschappelijk                       |                                         |                                         |
| 3                                       | 7 juni 2014                             | Hongarije – Kazachstan                  | 3 – 0                                   | Vriendschappelijk                       |                                         |                                         |
| 4                                       | 14 november 2014                        | Hongarije – Finland                     | 1 – 0                                   | EK 2016 kwalificatie                    |                                         |                                         |
| 5                                       | 5 juni 2015                             | Hongarije – Litouwen                    | 4 – 0                                   | Vriendschappelijk                       |                                         |                                         |
| 6                                       | 13 juni 2015                            | Finland – Hongarije                     | 0 – 1                                   | EK 2016 kwalificatie                    |                                         |                                         |
| Als speler bij Videoton                 |                                         |                                         |                                         |                                         |                                         |                                         |
| 7                                       | 12 november 2015                        | Noorwegen – Hongarije                   | 0 – 1                                   | EK 2016 kwalificatie                    |                                         |                                         |
| 8                                       | 15 november 2015                        | Hongarije – Noorwegen                   | 2 – 1                                   | EK 2016 kwalificatie                    |                                         |                                         |
| 9                                       | 26 maart 2016                           | Hongarije – Kroatië                     | 1 – 1                                   | Vriendschappelijk                       |                                         |                                         |
| 10                                      | 20 mei 2016                             | Hongarije – Ivoorkust                   | 0 – 0                                   | Vriendschappelijk                       |                                         |                                         |
| 11                                      | 4 juni 2016                             | Duitsland – Hongarije                   | 2 – 0                                   | Vriendschappelijk                       |                                         |                                         |
| 12                                      | 14 juni 2016                            | Oostenrijk – Hongarije                  | 0 – 2                                   | EK 2016                                 |                                         |                                         |
| 13                                      | 18 juni 2016                            | IJsland – Hongarije                     | 1 – 1                                   | EK 2016                                 |                                         |                                         |
| 14                                      | 22 juni 2016                            | Hongarije – Portugal                    | 3 – 3                                   | EK 2016                                 |                                         |                                         |
| 15                                      | 26 juni 2016                            | Hongarije – België                      | 0 – 4                                   | EK 2016                                 |                                         |                                         |
| Als speler bij Dijon                    |                                         |                                         |                                         |                                         |                                         |                                         |
| 16                                      | 6 september 2016                        | Faeröer – Hongarije                     | 0 – 0                                   | WK 2018 kwalificatie                    |                                         |                                         |
| 17                                      | 7 oktober 2016                          | Hongarije – Zwitserland                 | 2 – 3                                   | WK 2018 kwalificatie                    |                                         |                                         |
| 18                                      | 13 november 2016                        | Hongarije – Andorra                     | 4 – 0                                   | WK 2018 kwalificatie                    | 43'                                     |                                         |
| 19                                      | 25 maart 2017                           | Portugal – Hongarije                    | 3 – 0                                   | WK 2018 kwalificatie                    |                                         |                                         |
| 20                                      | 5 juni 2017                             | Hongarije – Rusland                     | 0 – 3                                   | Vriendschappelijk                       |                                         |                                         |
| 21                                      | 9 juni 2017                             | Andorra – Hongarije                     | 1 – 0                                   | WK 2018 kwalificatie                    |                                         |                                         |
| 22                                      | 7 oktober 2017                          | Zwitserland – Hongarije                 | 5 – 2                                   | WK 2018 kwalificatie                    |                                         |                                         |
| Als speler bij CFR Cluj                 |                                         |                                         |                                         |                                         |                                         |                                         |
| 23                                      | 8 september 2018                        | Finland – Hongarije                     | 1 – 0                                   | Nations League 2018/19                  |                                         |                                         |
| 24                                      | 11 september 2018                       | Hongarije – Griekenland                 | 2 – 1                                   | Nations League 2018/19                  |                                         |                                         |
| 25                                      | 18 november 2018                        | Hongarije – Finland                     | 2 – 0                                   | Nations League 2018/19                  |                                         |                                         |
| 26                                      | 21 maart 2019                           | Slowakije – Hongarije                   | 2 – 0                                   | EK 2020 kwalificatie                    |                                         |                                         |
| Als speler bij Omonia Nicosia           |                                         |                                         |                                         |                                         |                                         |                                         |
| 27                                      | 5 september 2019                        | Montenegro – Hongarije                  | 2 – 1                                   | Vriendschappelijk                       |                                         |                                         |
| 28                                      | 10 oktober 2019                         | Kroatië – Hongarije                     | 3 – 0                                   | EK 2020 kwalificatie                    |                                         |                                         |
| 29                                      | 15 november 2019                        | Hongarije – Uruguay                     | 1 – 2                                   | Vriendschappelijk                       |                                         |                                         |
| 30                                      | 19 november 2019                        | Wales – Hongarije                       | 2 – 0                                   | EK 2020 kwalificatie                    |                                         |                                         |
| 31                                      | 3 september 2020                        | Turkije – Hongarije                     | 0 – 1                                   | Nations League 2020/21                  |                                         |                                         |
| 32                                      | 6 september 2020                        | Hongarije – Rusland                     | 2 – 3                                   | Nations League 2020/21                  |                                         |                                         |
| 33                                      | 8 oktober 2020                          | Bulgarije – Hongarije                   | 1 – 3                                   | EK 2020 kwalificatie                    |                                         |                                         |
| 34                                      | 11 oktober 2020                         | Servië – Hongarije                      | 0 – 1                                   | Nations League 2020/21                  |                                         |                                         |
| 35                                      | 15 november 2020                        | Hongarije – Servië                      | 1 – 1                                   | Nations League 2020/21                  |                                         |                                         |
| 36                                      | 18 november 2020                        | Hongarije – Turkije                     | 2 – 0                                   | Nations League 2020/21                  |                                         |                                         |
| 37                                      | 25 maart 2021                           | Hongarije – Polen                       | 3 – 3                                   | WK 2022 kwalificatie                    |                                         |                                         |
| 38                                      | 31 maart 2021                           | Andorra – Hongarije                     | 1 – 4                                   | WK 2022 kwalificatie                    |                                         |                                         |
| 39                                      | 4 juni 2021                             | Hongarije – Cyprus                      | 1 – 0                                   | Vriendschappelijk                       |                                         |                                         |
| 40                                      | 5 september 2021                        | Albanië – Hongarije                     | 1 – 0                                   | WK 2022 kwalificatie                    |                                         |                                         |
| 41                                      | 8 september 2021                        | Hongarije – Andorra                     | 2 – 1                                   | WK 2022 kwalificatie                    |                                         |                                         |
| 42                                      | 9 oktober 2021                          | Hongarije – Albanië                     | 0 – 1                                   | WK 2022 kwalificatie                    |                                         |                                         |
| 43                                      | 12 oktober 2021                         | Engeland – Hongarije                    | 1 – 1                                   | WK 2022 kwalificatie                    |                                         |                                         |
| 44                                      | 12 november 2021                        | Hongarije – San Marino                  | 4 – 0                                   | WK 2022 kwalificatie                    |                                         |                                         |
| 45                                      | 15 november 2021                        | Polen – Hongarije                       | 1 – 2                                   | WK 2022 kwalificatie                    |                                         |                                         |
| 46                                      | 24 maart 2022                           | Hongarije – Servië                      | 0 – 1                                   | Vriendschappelijk                       |                                         |                                         |
| 47                                      | 29 maart 2022                           | Noord-Ierland – Hongarije               | 0 – 1                                   | Vriendschappelijk                       |                                         |                                         |
| 48                                      | 4 juni 2022                             | Hongarije – Engeland                    | 1 – 0                                   | Nations League 2022/23                  |                                         |                                         |
| 49                                      | 7 juni 2022                             | Italië – Hongarije                      | 2 – 1                                   | Nations League 2022/23                  |                                         |                                         |
| 50                                      | 11 juni 2022                            | Hongarije – Duitsland                   | 1 – 1                                   | Nations League 2022/23                  |                                         |                                         |
| 51                                      | 14 juni 2022                            | Engeland – Hongarije                    | 0 – 4                                   | Nations League 2022/23                  |                                         |                                         |
| 52                                      | 23 september 2022                       | Duitsland – Hongarije                   | 0 – 1                                   | Nations League 2022/23                  |                                         |                                         |
| 53                                      | 26 september 2022                       | Hongarije – Italië                      | 0 – 2                                   | Nations League 2022/23                  |                                         |                                         |
| 54                                      | 17 november 2022                        | Luxemburg – Hongarije                   | 2 – 2                                   | Vriendschappelijk                       |                                         |                                         |
| 55                                      | 20 november 2022                        | Hongarije – Griekenland                 | 2 – 1                                   | Vriendschappelijk                       |                                         |                                         |
| 56                                      | 23 maart 2023                           | Hongarije – Estland                     | 1 – 0                                   | Vriendschappelijk                       |                                         |                                         |
| 57                                      | 27 maart 2023                           | Hongarije – Bulgarije                   | 3 – 0                                   | EK 2024 kwalificatie                    |                                         |                                         |
| 58                                      | 17 juni 2023                            | Montenegro – Hongarije                  | 0 – 0                                   | EK 2024 kwalificatie                    |                                         |                                         |
| 59                                      | 20 juni 2023                            | Hongarije – Litouwen                    | 2 – 0                                   | EK 2024 kwalificatie                    |                                         |                                         |
| 60                                      | 7 september 2023                        | Servië – Hongarije                      | 1 – 2                                   | EK 2024 kwalificatie                    |                                         |                                         |
| 61                                      | 10 september 2023                       | Hongarije – Tsjechië                    | 1 – 1                                   | Vriendschappelijk                       |                                         |                                         |
| 62                                      | 14 oktober 2023                         | Hongarije – Servië                      | 2 – 1                                   | EK 2024 kwalificatie                    |                                         |                                         |
| 63                                      | 17 oktober 2023                         | Litouwen – Hongarije                    | 2 – 2                                   | EK 2024 kwalificatie                    |                                         |                                         |
| 64                                      | 16 november 2023                        | Bulgarije – Hongarije                   | 2 – 2                                   | EK 2024 kwalificatie                    |                                         |                                         |
| 65                                      | 19 november 2023                        | Hongarije – Montenegro                  | 3 – 1                                   | EK 2024 kwalificatie                    |                                         |                                         |
| 66                                      | 22 maart 2024                           | Hongarije – Turkije                     | 1 – 0                                   | Vriendschappelijk                       |                                         |                                         |
| 67                                      | 26 maart 2024                           | Hongarije – Kosovo                      | 2 – 0                                   | Vriendschappelijk                       |                                         |                                         |
| 68                                      | 4 juni 2024                             | Ierland – Hongarije                     | 2 – 1                                   | Vriendschappelijk                       | 40'                                     |                                         |
| 69                                      | 8 juni 2024                             | Hongarije – Israël                      | 3 – 0                                   | Vriendschappelijk                       |                                         |                                         |
| 70                                      | 15 juni 2024                            | Hongarije – Zwitserland                 | 1 – 3                                   | EK 2024                                 |                                         |                                         |

Bijgewerkt op 17 januari 2025.

## Erelijst
| Competitie        |           |           |           |           |
| Competitie        | Aantal    | Jaren     |           |           |
| Győri ETO         | Győri ETO | Győri ETO | Győri ETO | Győri ETO |
| ----------------- | --------- | --------- | --------- | --------- |
| Nemzeti Bajnokság | 1         | 2012/13   |           |           |
| Supercup          | 1         | 2013/14   |           |           |
| CFR Cluj          |           |           |           |           |
| Liga 1            | 1         | 2018/19   |           |           |
| Omonia Nicosia    |           |           |           |           |
| A Divizion        | 1         | 2020/21   |           |           |
| Kypello Kyprou    | 1         | 2021/22   |           |           |